# Ga Minh Khai
Ga Minh Khai là một trong những nhà ga tàu điện của Tuyến số 3: Nhổn – Ga Hà Nội, nằm trên đường Cầu Diễn, phường Minh Khai, quận Bắc Từ Liêm, Hà Nội.

## Lịch sử
- 8 tháng 8 năm 2024: Vận hành đoạn trên cao Tuyến số 3: Nhổn – Ga Hà Nội đoạn từ Ga Nhổn ~ Ga Cầu Giấy[2]

## Cấu trúc

### Bố trí ga

#### Tuyến 3
| 2F Tầng ke ga                   | Ke ga bên, cửa sẽ mở ở bên phải                      | Ke ga bên, cửa sẽ mở ở bên phải                                         |
| Ke ga 2                         | ← T3 Tuyến 3 đi Nhổn (Hướng đi Nhổn)                 |                                                                         |
| Ke ga 1                         | T3 Tuyến 3 đi Phú Diễn (Hướng đi Hà Nội) (Ga cuối) → |                                                                         |
| Ke ga bên, cửa sẽ mở ở bên phải |                                                      |                                                                         |
| 1F Tầng trung chuyển            | Tầng 1                                               | Khu bán vé, khu thương mại, khu kỹ thuật, lối lên xuống và cổng soát vé |
| G                               | Mặt đất                                              | Lối lên xuống                                                           |

## Xung quanh nhà ga
- Công ty cổ phần Chế tạo Điện cơ Hà Nội (HEM)
- Trường Cao đẳng Công nghệ Hà Nội
- Trường Cao Đẳng Bách Khoa
- Trung tâm Chiếu xạ Hà Nội
- Công Ty Dây Điện Phích Cắm Trần Phú

## Hình ảnh

Nơi chờ tàu của ga Minh Khai

Tầng bán vé của ga Minh Khai